# Kopaszyna
Kopaszyna (Czeluść, Kopasina, Poruba, Zawotuł) – polski herb szlachecki, rozpowszechniony na Ziemi Krakowskiej i Sandomierskiej.

Herb Kopaszyna.

## Opis herbu
W polu czerwonym dwie krzywaśnie (rzeki) srebrne z góry płynące, pomiędzy nimi miecz (dawniej krzyż) w słup, z rękojeścią złotą, klingą w dół. W koronie trzy pióra strusie.
(Kopaszyna). Kopaschijna. Pro insigni defert duos fluvios dorsis invicem iunctos, quos media 
crux intersecat in campo rubeo. 
Jan Długosz, Insignia ..., nr 60, s. 55   
(Kopaszyna. Za znak ma dwie rzeki grzbietami nawzajem złączone, których środek krzyż 
przecina w polu czerwonym - tłumaczenie Danuta Szopa).
Mają być dwie rzeki białe, z góry na dół płynące, a we środku między nimi krzyż, czyli 
raczej miecz otłuczony, na hełmie trzy pióra strusie. 
Kasper Niesiecki, Herbarz, t. V, s. 215 
(...) w polu czerwonym dwie krzywaśnie srebrne skosami dołem do siebie, z takimże 
krzyżem kawalerskim luzem u czoła. 
Józef Szymański, Herbarz, s. 153

## Najwcześniejsze wzmianki
Herb nadany przez Bolesława Śmiałego. Dokładne dane nieznane. Dowodem na średniowieczne pochodzenie herbu jest pieczęć z 1282 roku oraz zapis sądowy z 1416.

## Legenda herbowa
Za czasów Bolesława, Śmiałego Króla Polskiego, wojsko nieprzyjacielskie, między dwiema rzekami rozłożyło się, postrzegłszy to rycerz nazwany Kopasina, w noc głęboką na niespodziewających się, z innymi swymi uderzył i naprzód konie im wszystkie zabrawszy, tak potem siekł i bił do woli, aż wszystkich wyciął; za co (...) też same dwie rzeki w herbie wziął i miecz (...). 
Kasper Niesiecki, Herbarz, t. V, s. 216

## Herbowni
Barczkowski, Budek, Budkowski, Cząstecki, Kidałowski, Kopaliński, Kopasiński, Kopaszyna, Międzygórski, Sikorski, Słąka, Slanka, Słąnka, Zaborski, Zdrohecki.

## Znani
Herb Kopaszyna bardzo często przypisuje się Generałowi Władysławowi Sikorskiemu (20 maja 1881 – 4 lipca 1943), ponieważ odpowiadając na ankietę – kwestionariusz sekcji polskiej wydawnictwa „Who's who in Central and Eastern Europe” generał podał w rubryce „nazwisko”: Sikorski (de Kopaszyna). W rzeczywistości ojciec Władysława, Tomasz Sikorski, pochodził z rodziny tkaczy z Przeworska, co potwierdza metryka siostry generała – Eleonory.